# Multimedia Fusion
Multimedia Fusion (MMF) is een programma om computerspellen mee te maken, ontwikkeld door Clickteam. Het heeft genoeg kracht om 2D- en semi-3D-spellen te maken. Ook kunnen simpele applicaties in elkaar worden gezet.
De gebruiker hoeft niets van scripting of programmeren te weten omdat alles heel makkelijk met wat geklik in de event editor (gebeurtenissen-editor) in elkaar kan worden gezet.
Het programma is uitbreidbaar met extensies.
Er is ook een plug-in voor de webbrowser waarmee spellen en applicaties kunnen worden gestart in een internetvenster. Deze plug-in heet Vitalize!.

## Geschiedenis
Voordat Multimedia Fusion er was, bestond er een aantal andere soortgelijke programma's van dezelfde makers.
- The Games Factory (TGF) kwam uit in 1996 en kon ongeveer de helft van MMF (Multimedia Fusion) aan.
- Daarvoor was er zelfs Klik & Play, dat in 1994 door EuroPress werd ontwikkeld (Clickteam kwam later voort uit EuroPress).
- Naast MMF en TGF was er ook nog een programma gemaakt waarmee  3D-spellen kunnen worden gemaakt. Dit programma heet Jamagic. Het grote verschil echter met TGF en MMF is dat men moet kunnen scripten.

## Nieuwe versies
Na lang wachten (ongeveer 2 jaar) heeft Clickteam dan toch eindelijk de demo's van TGF2 en MMF2 uitgebracht. MMF2 wordt in 2 versies uitgebracht, namelijk MMF 2 en MMF 2 Developer. MMF2 Dev is de grootste versie en kan alles aan.